# Vals-des-Tilles
 Vals-des-Tilles  es una población y comuna francesa, en la región de Champaña-Ardenas, departamento de Alto Marne, en el distrito de Langres y cantón de Auverive.

## Demografía
| 283 | 253 | 202 | 177 | 162 | 162 |
| Para los censos de 1962 a 1999 la población legal corresponde a la población sin duplicidades (Fuente: INSEE [Consultar]) |     |     |     |     |     |